# Xian de Jianchuan
Le xian de Jianchuan (剑川县 ; pinyin : Jiànchuān Xiàn) est un district administratif de la province du Yunnan en Chine. Il est placé sous la juridiction de la préfecture autonome bai de Dali. C'est un territoire très majoritairement peuplé de Bai.

## Origine du nom
Jianchuan tire son nom de l'épée jian (剑) et de la plaine chuan (川), car la forme de la plaine où se situe Jianchuan reproduirait celle d'une épée. Une autre origine possible du nom serait la réputation de Jianchuan pour ses techniques de forge, en particulier pour la fabrication des épées qui avaient pour nom lang jian (浪剑).

## Histoire
Dans les années 1950, les archéologues ont découvert le site de Haimenkou (海门口) dans la région de Jianchuan. Ce site date de plus de 3000 ans et témoigne d'une riche culture du bronze.
Sous la dynastie des Han de l'ouest, le district appartenait à la préfecture de Yizhou (益州), avant de relever de la préfecture du Yunnan. Sous la dynastie des Han de l'est, la région relevait de la préfecture de Yongchang (永昌).
À l'époque des Six Fiefs (liu zhao 六诏), sous la dynastie des Tang, la région est connue d'abord sous le nom de « Fief de Yiluoshi » (矣罗识诏), ensuite sous le nom de « Fief de Jianlang » (剑浪诏). Sous la dynastie des Yuan, en 1274, elle devient « District de Jianchuan ».
Sous les Ming, Jianchuan était connu comme une préfecture relevant du département de Heqing (鹤庆). Sous l'empereur Qianlong des Qing (en 1770), il relevait du département de Lijiang (丽江).
En 1913, il redevient « District de Jianchuan ». Après 1949, le district a été placé dans la région spéciale de Lijiang. Depuis 1956, il fait partie de la Préfecture autonome bai de Dali.

## Personnages célèbres
- Zhao Fan, calligraphe, né à Jianchuan, connu pour avoir calligraphié les deux vers parallèles de Daguanlou (parc de Kunming) écrits par Sun Wenran.

## Géographie

### Subdivisions administratives
Il comprend six bourgs (镇) et trois cantons (乡) :
- Le bourg de Jinhua (金华镇), capitale administrative du xian
- Le bourg de Dian'nan (甸南镇)
- Le bourg de Jianyang (剑阳)
- Le bourg de Shaxi (沙溪镇)
- Le bourg de Madeng (马登镇)
- Le bourg de Laojunshan (老君山镇)
- Le canton de Yangcen (羊岑乡)
- Le canton de Misha (弥沙乡)
- Le canton de Xiangtu (象图乡)

## Démographie
La population du district était de 165 148 habitants en 1999.

### Un territoire bai
Jianchuan est peuplé presque exclusivement de Bai, une minorité ethnique du Yunnan. Les Bai y occupant plus de 90 % de la population, Jianchuan est le district chinois où la proportion des Bai est la plus importante. À côté des Bai, vivent aussi des groupes de Lisu, de Yi, de Hui, de Naxi et de Han. Les Bai de Jianchuan se distinguent des Bai de Dali par leur dialecte et par leur costume.

## Patrimoine et culture
Dans le parc municipal de Jinhua a été inauguré en 2005 un temple de Confucius.
Non loin de Jinhua se trouve la Montagne aux Mille Lions (千狮山]), plus connue à Jianchuan sous le nom de Bois des Sages (满贤林). C'est un sanctuaire où l'on arrive par un escalier monumental (récent) et un chemin bordé de « mille lions » sculptés soit dans la roche qui affleure, soit dans des blocs séparés ensuite disposés sur des socles. Ce sanctuaire comporte une partie haute : quelques pagodes perchées sur une falaise que surplombe un rocher en équilibre surnommé l'Échiquier des Dieux.
Le village de Shaxi, qui dépend de Jianchuan, est organisé autour d'un marché carré très ancien, analogue à celui de Lijiang, bordé par un temple dont les peintures, datant des Tang, sont en cours de restauration.
Enfin, c'est à Jianchuan, dans les grottes de Shibaoshan (石宝山) (Montagne du Trésor de pierre), que se trouve un ensemble exceptionnel de statuaire bouddhique datant elle aussi des Tang.

## Économie
L'artisanat local se signale par des réalisations de sculptures sur bois.